# アブロ チューダー

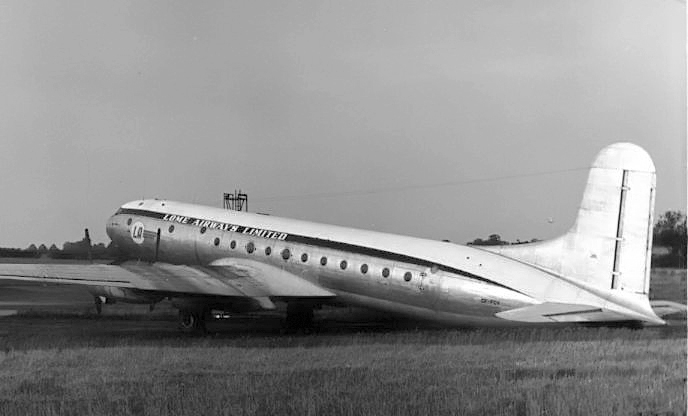
アブロ チューダー

チューダー (Tudor) はイギリスの航空機メーカーであるアブロ社がリンカーン爆撃機を原形にして開発・製造したレシプロ旅客機である。

## 概要
チューダーはランカスターの設計者であるロイ・チャドウィックにより設計された。
本機は1945年6月に初飛行を果たしたが、安定性不足や着陸時の飛び跳ね等の問題が発生し、アブロ社は対応に追われた。初期のころ垂直尾翼は短く丸まった形状をしていたが、方向安定性の不足を補うため、全高を高くし、ラダーを角型とすることで面積が大幅に拡大された。加えてマーリンエンジンは騒音と信頼性で問題を抱えていた。また、乗客が12名と4発機にしては少なく、航空会社への売り込みにも難があった。
1947年8月、胴体を延長して定員を増加した改良型が試験飛行の離陸に失敗し、同乗していたチャドウィックを含む乗員乗客は全員死亡した。原因は補助翼の整備ミスであったが、整備記録は残っていなかった。
この機はダグラス DC-3 をはじめとする同クラスの旅客機と競合した結果、受注をほとんど得ることができなかった。1948年から1950年にかけて発生した3件の墜落事故により、本機の商業的な命運は絶たれた。

チューダーを流用して試作機アシュトンが製造された。

## 仕様 (Avro 689 Tudor 2)
- 乗員: 2-4 名
- 乗客: 40-60 名
- 全長: 32.18 m
- 全幅: 36.58 m
- 全高: 7.39 m
- 全備重量: 36,287 kg

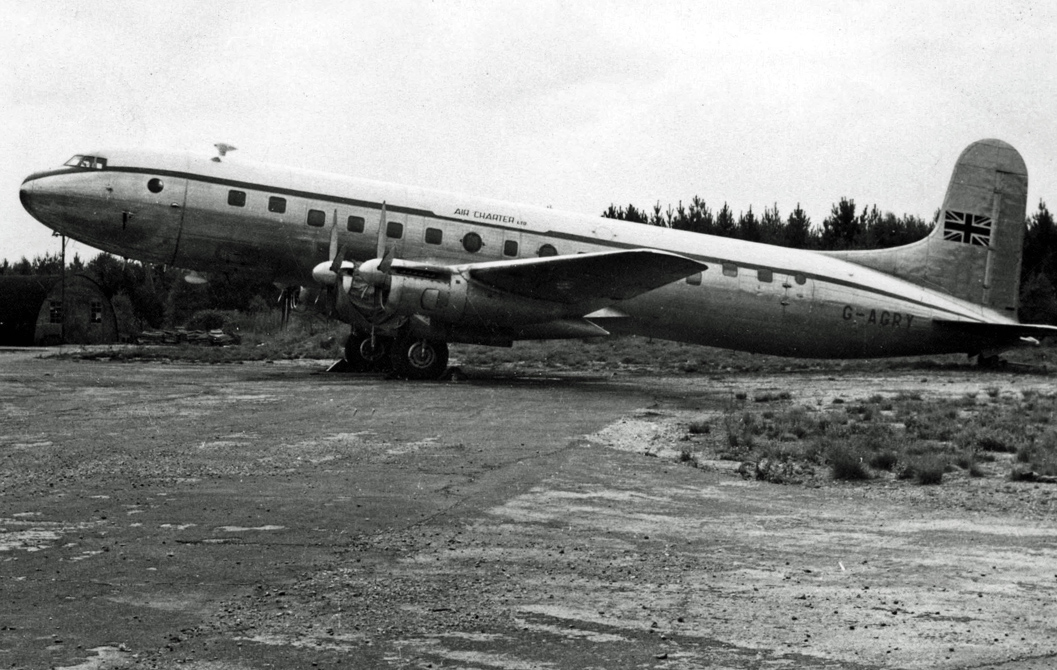
Avro 689 Tudor 2 G-AGRY Air Charter

- エンジン: ロールス・ロイス マーリン 621  1,770 hp × 4
- 巡航速度: 459 km/h
- 航続距離: 3,740 km
- 運用高度: 8,720 m

チューダーは全部で38機製造された。